# 傾動地塊
傾動地塊（けいどうちかい、英: tilted block）とは、山地上に形成された断層崖により、山地の切峰面が断層崖の反対側に傾いた山地のことである。傾動により形成される。
傾動地塊は、複数本の縦ずれ断層により形成された断層変位地形であり、変動地形の一種である。
傾動地塊の前面には急傾斜の断層崖があるが、背面では緩傾斜となっている。
傾動地塊の例として、養老山地が挙げられる。養老山地は、西側が緩傾斜、東側が急傾斜の傾動地塊であり、養老断層の活動に起因して形成された。養老断層の活動は約100万年前から活発になり、養老山地の傾動隆起が始まったとされる。

## 日本の傾動地塊
- 御坂山地
- 鈴鹿山脈[8]
- 養老山地[1][5]
- 生駒山地
- 金剛山地
- 比良山地[8]
- 六甲山地[8]
- 石鎚山地
- 筑紫山地